# Amtsbezeichnungen der französischen Zollverwaltung
Folgende Amtsbezeichnungen der französischen Zollverwaltung existieren im Jahr 2025.

## Amtsbezeichnungen und Amtskennzeichen
| Amtsbezeichnung                                                                                              | Amtskennzeichen | Deutsches Pendant                         |
| --- | --------------- | ----------------------------------------- |
| Directeur général des douanes et droits indirects                                                            |                 | Präsident der Generalzolldirektion B9     |
| Directeur général adjoint des douanes et droits indirects/Secrétaire général des douanes et droits indirects |                 | Vizepräsident der Generalzolldirektion B7 |

| Amtsbezeichnung                                          | Amtskennzeichen | Deutsches Pendant      |
| -------------------------------------------------------- | --------------- | ---------------------- |
| Administrateur général des douanes et droits indirects   |                 | Direktionspräsident B6 |
| Administrateur supérieur des douanes et droits indirects |                 | Abteilungsdirektor B3  |
| Administrateur des des douanes et droits indirects       |                 | Abteilungsdirektor B2  |

| Amtsbezeichnung                                                             | Landzoll | Wasser- und Luftzoll | Deutsches Pendant                |
| --------------------------------------------------------------------------- | -------- | -------------------- | -------------------------------- |
| Directeur principal des services douaniers/Directeur des services douaniers |          |                      | Leitender Regierungsdirektor A16 |
| Inspecteur principal                                                        |          |                      | Regierungsdirektor A15           |
| Inspecteur régional                                                         |          |                      | Oberregierungsrat A14            |
| Inspecteur                                                                  |          |                      | Regierungsrat A13                |

| Amtsbezeichnung           | Landzoll | Wasser- und Luftzoll | Deutsches Pendant     |
| ------------------------- | -------- | -------------------- | --------------------- |
| Contrôleur principal      |          |                      | Zollamtmann A11       |
| Contrôleur de 1ère classe |          |                      | Zolloberinspektor A10 |
| Contrôleur de 2ème classe |          |                      | Zollinspektor A9      |

| Amtsbezeichnung                                | Landzoll | Wasser- und Luftzoll | Deutsches Pendant    |
| ---------------------------------------------- | -------- | -------------------- | -------------------- |
| Agent de constatation principal de 1ère classe |          |                      | Zollamtsinspektor A9 |
| Agent de constatation principal de 2e classe   |          |                      | Zollhauptsekretär A8 |
| Agent de constatation de 1ère classe           |          |                      | Zollobersekretär A7  |

## Bildergalerie

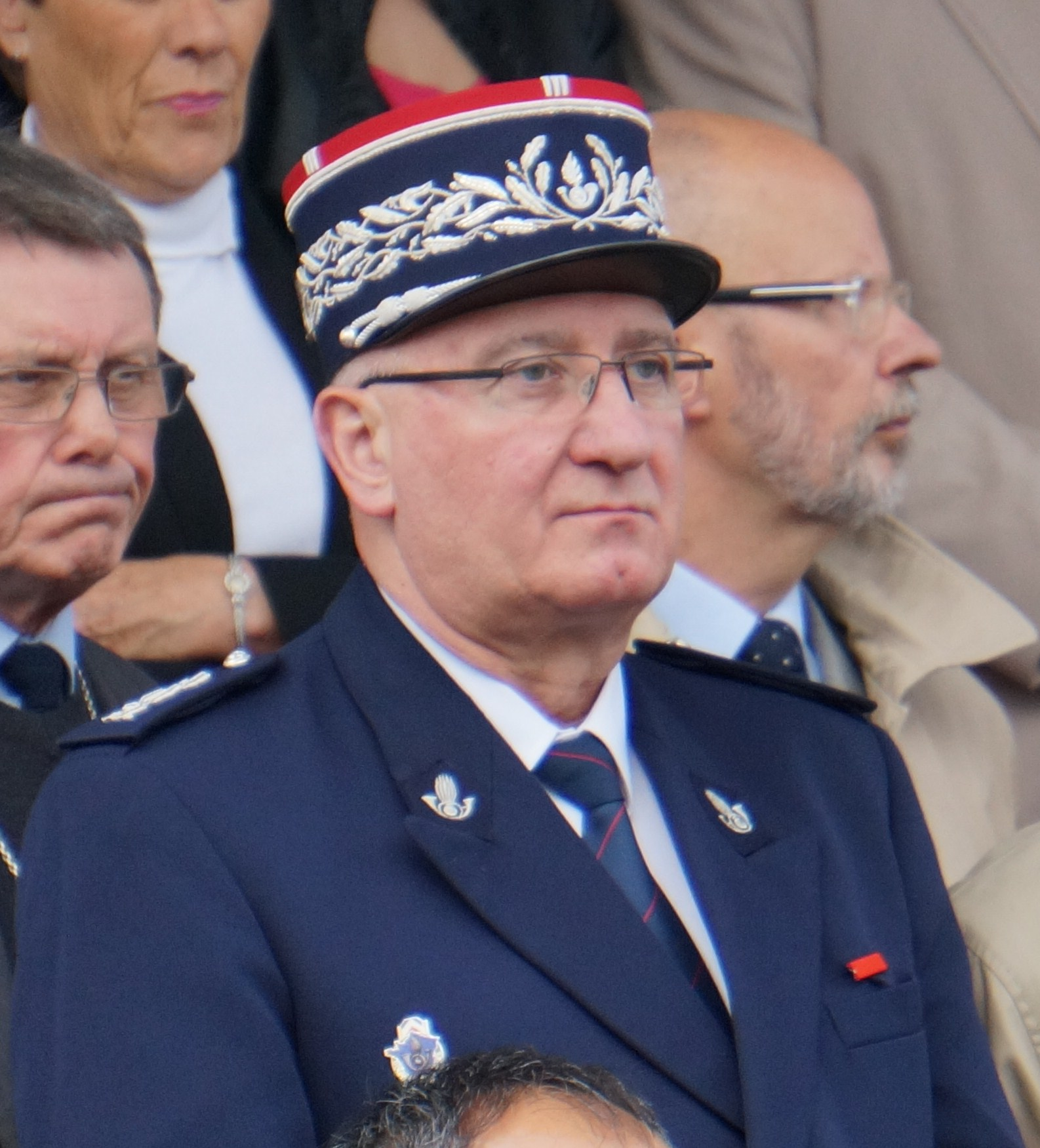
Leitender Beamter in Dienstkleidung für Landzollbeamte.
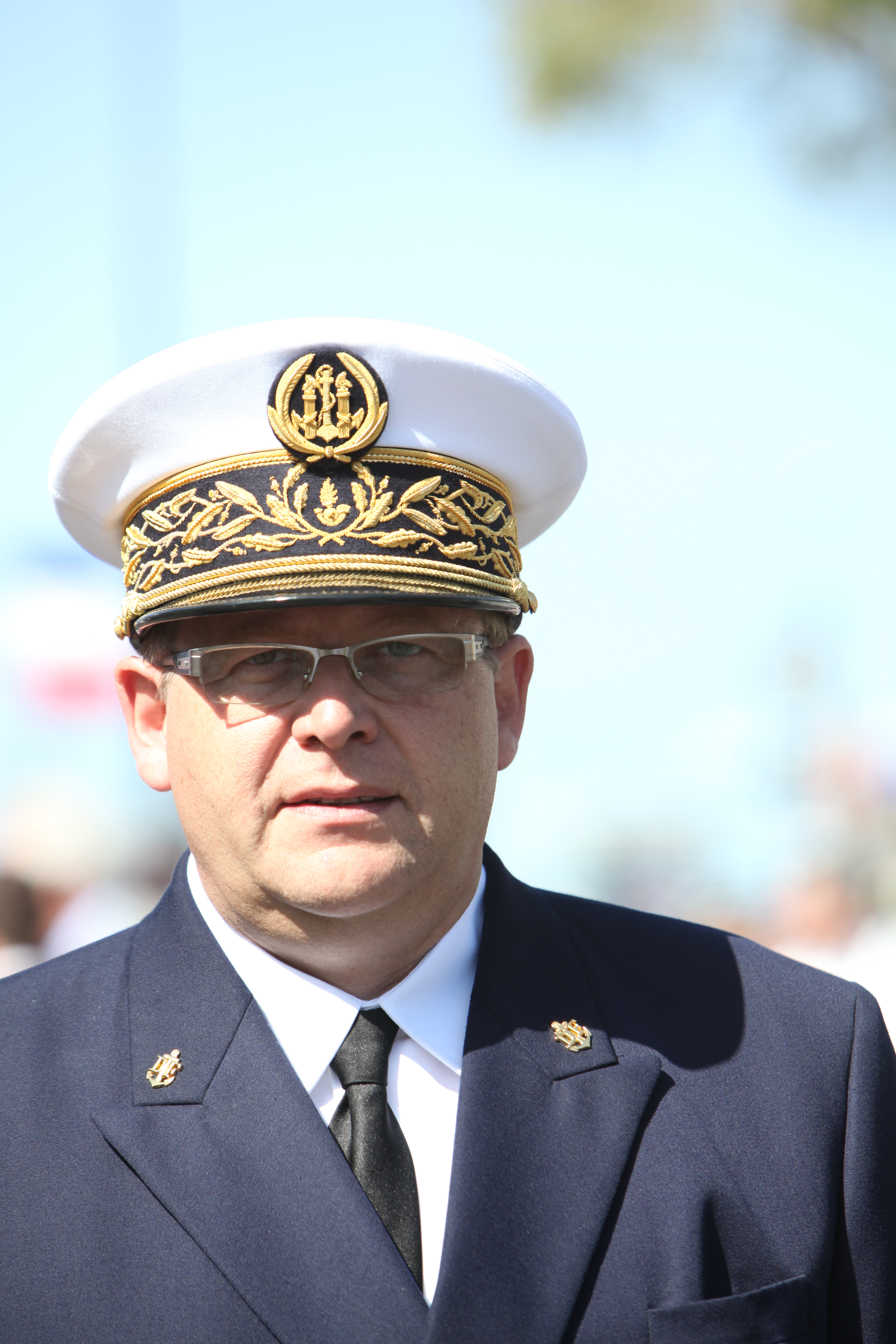
Leitender Beamter in Dienstkleidung für Luft- und Wasserzollbeamte.
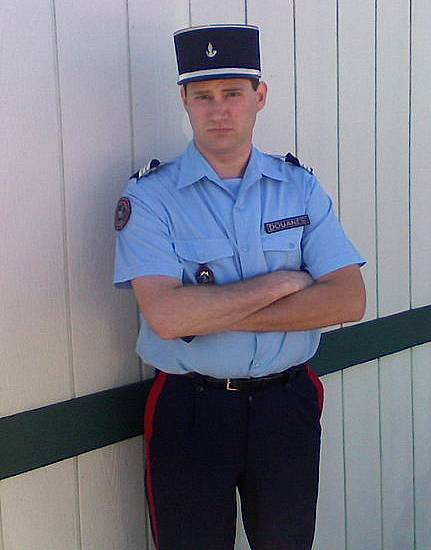
Agent de constatation in Dienstkleidung für Landzollbeamte.